# التعمير (توزر)
التعمير (بالإنجليزية: Ettaamir) هي قرية فلاحية صغيرة تتبع لعمادة حطام في جنوب غرب تونس ضمن معتمدية حزوة بولاية توزر. تقع بالقرب من المركز الحدودي المتقدم التعمير وتبعد 3 كيلومترات عن الحدود الجزائرية. و يقدر عدد سكانها بنحو 70 شخصا.